# 쿤쳅스카야역 (볼샤야 콜체바야선)
쿤쳅스카야역(러시아어: Кунцевская)은 2021년 12월 7일에 개장한 모스크바 지하철 볼샤야 콜체바야 선의 역이다. 본 역은 아르바츠코 포크롭스카야 선과 필룝스카야 선에 있는 동일 역명의 역과 서로 연결되어 상호 환승이 가능하다.

## 역명
2019년 11월 5일, 본 역은 인근 아르바츠코 포크롭스카야 선의 역과 필룝스카야 선에 있는 쿤쳅스카야역으로 역명을 제정하였다. 원래 역명은 "모자이스카야(Mojayskaya)"로, 모자이스카야(Mojaiskaya)의 남쪽에 위치한 고속도로에서 유래한 것이다.

## 승강장
2면 2선의 상대식 승강장으로, 모스크바 지하철에서 가장 좁은 측면 플랫폼이 존재하는 본 역은 폭이 1.8m이다.

## 문제점
본 역은 철도역 및 두 개의 다른 메트로 노선으로 구성된 대형 교통 노드의 일부 역할을 수행하므로 플랫폼의 폭이 너무 작은 관계로 대량 승객 수송 처리가 어려울 것이라는 우려가 있다.

## 사진

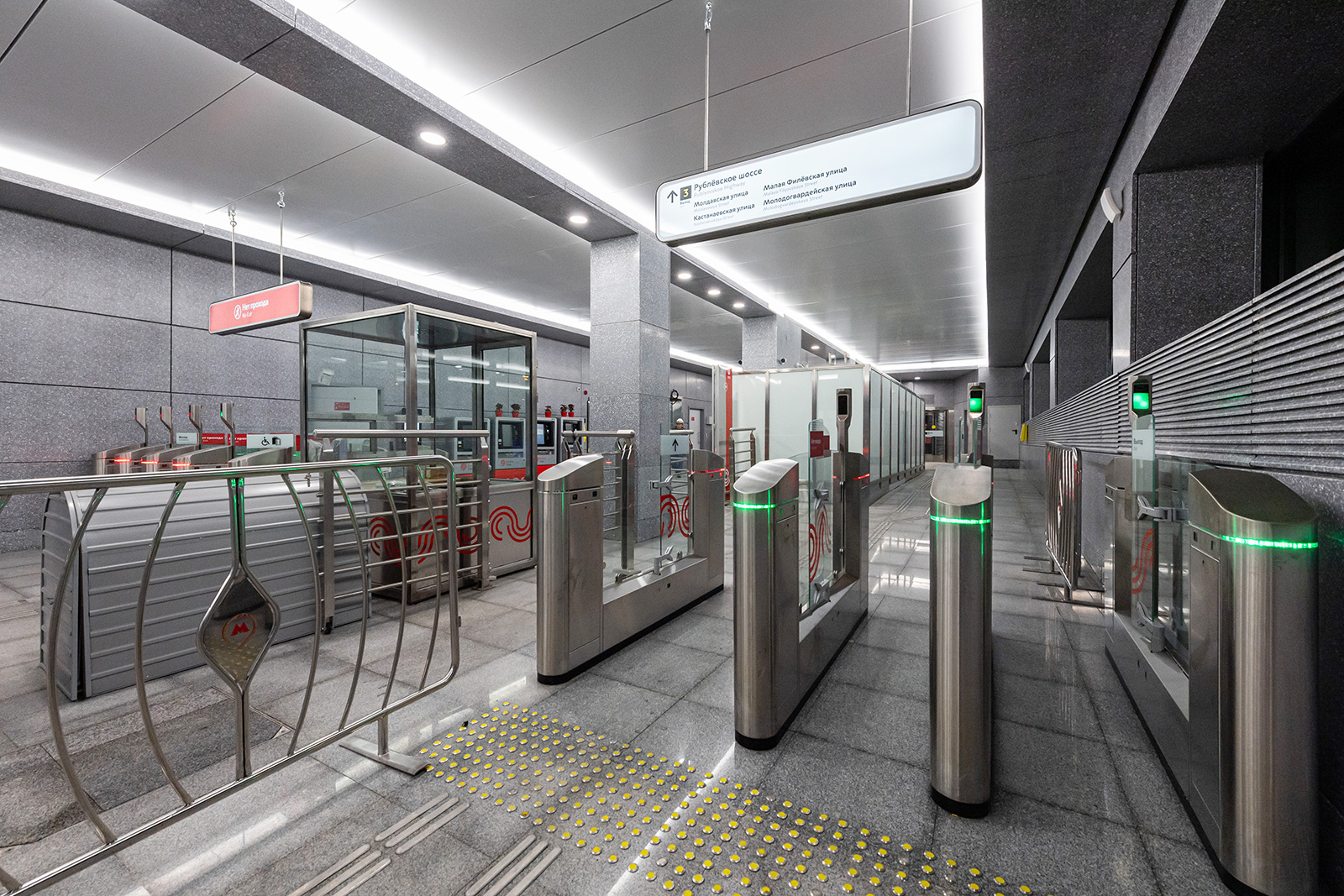
3번 출입구 방향 개찰구
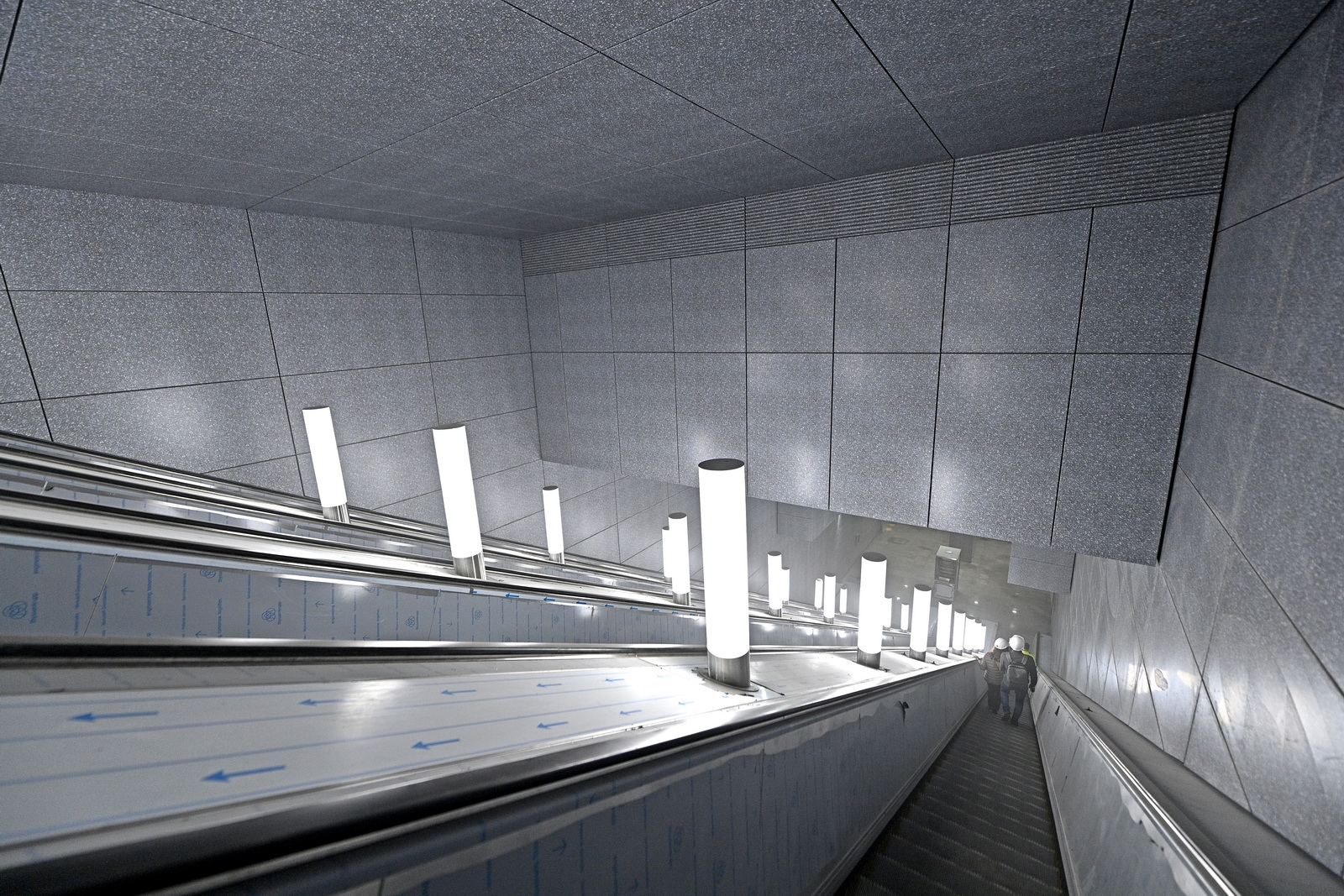
구내 에스컬레이터
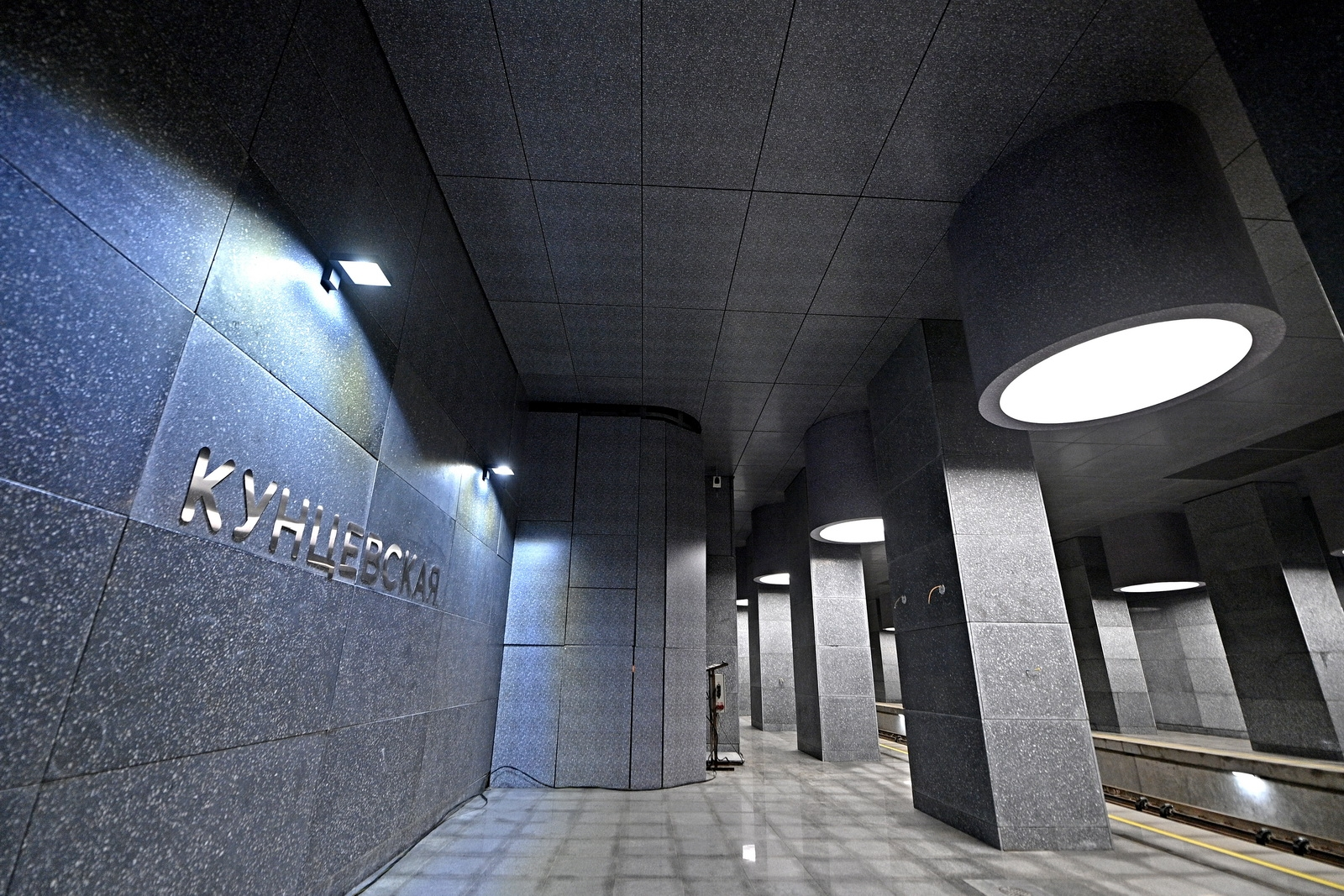
역명이 새겨진 기둥 및 벽
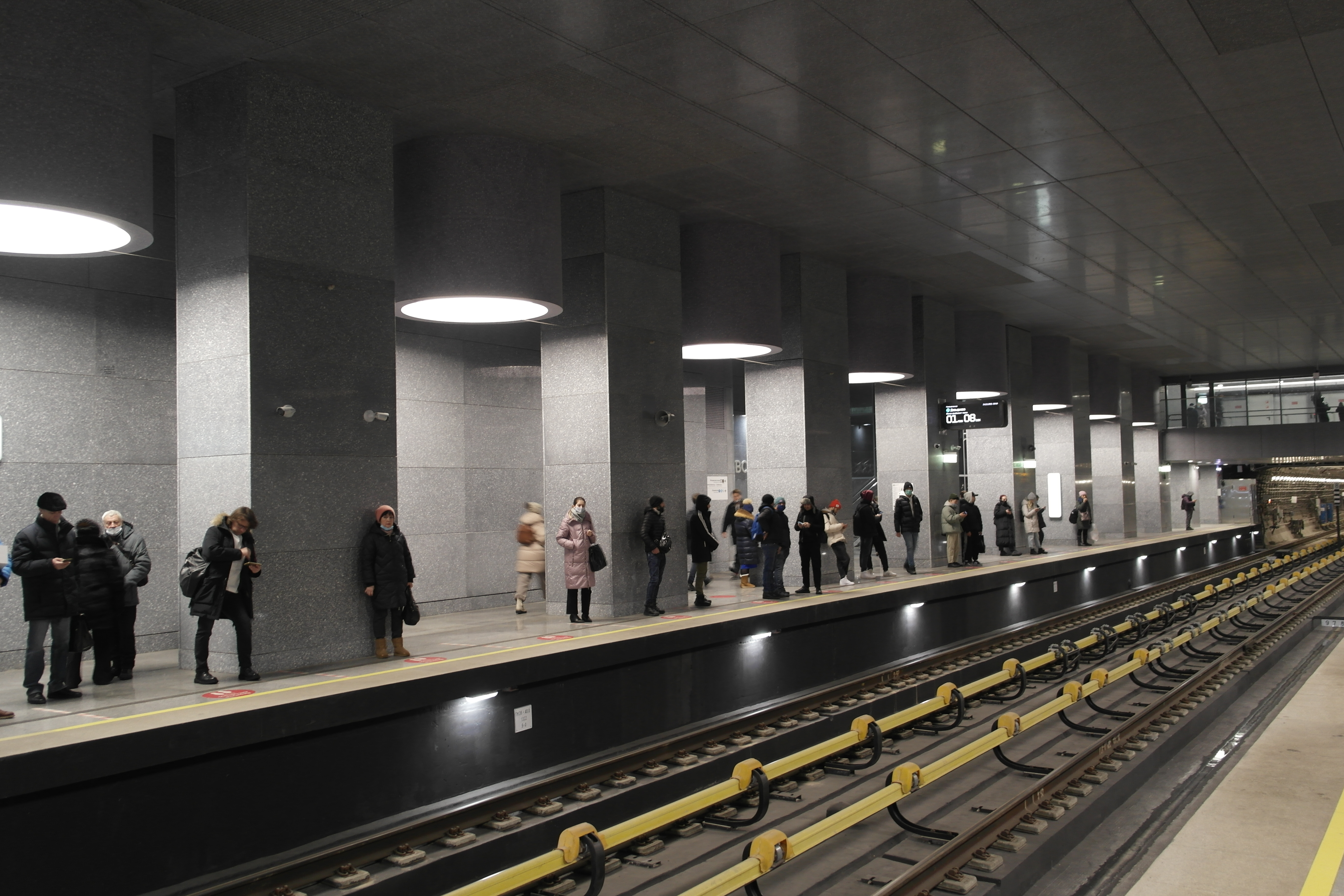
승강장